# Kościół niski
Kościół niski (ang. Low Church) – określenie stosowane do jednego z trzech umownych nurtów Kościoła Anglii, a także innych Kościołów anglikańskich, silnie podkreślającącego swą protestancką tożsamość. W interpretacji tradycji anglikańskiej rozumianej jako via media (z łac. „droga pośrednia”) pomiędzy katolicyzmem a protestantyzmem, przedstawiciele Kościoła niskiego akcentują przywiązanie do teologii reformowanej, w tym głównych zasad protestantyzmu (jak sola scriptura, solus Christus, sola gratia, sola fide i soli Deo gloria) oraz doktryn łaski opisujących zbawienie i predestynację na sposób kalwinistyczny, co uzasadniają literalnym i gramatycznym rozumieniem normatywnych dla całego anglikanizmu XXXIX Artykułów Wiary. Żywe są w nim tradycje purytańskie, w tym szczególnie bibliocentryzm. Kościół niski odrzuca zasadę ex opere operato, a także naukę o odrodzeniu przez chrzest, rozumiejąc działanie sakramentu chrztu na sposób kalwiński.
W Kościele niskim wyróżnić można dwa zasadnicze nurty: historyczny i ewangelikalny. Oba z nich mocno podkreślają swój reformowany charakter poprzez eksponowanie znaczenia literalnej wierności wobec XXXIX Artykułów Wiary jako obiektywnego wyznacznika anglikańskiej tożsamości. Doktrynalnie pozostając w zgodzie, oba nurty Kościoła niskiego różnią się rodzajem pobożności. Historyczny nurt Kościoła niskiego pozostaje pod wpływem pobożności purytańskiej, w tym ścisłych norm regulujących porządek nabożeństwa, podczas gdy ewangelikalni anglikanie są zwolennikami duchowości pietystycznej, głosząc konieczność przeżycia nowego narodzenia przez grzesznego człowieka, jako doświadczenia religijnego koniecznego do zbawienia.
Ideowo, Kościół niski z jednej strony sprzeciwia się prokatolickim tendencjom Kościoła wysokiego (High Church), z drugiej zaś odżegnuje się od liberalizmu głoszonego przez Kościół szeroki (Broad Church), który znany jest m.in. z akceptacji dla udzielania święceń czynnym homoseksualistom.
Przykładem denominacji wpisującej się całościowo w nurt Kościoła niskiego jest Reformowany Kościół Episkopalny, którego amerykańskie diecezje wchodzą w skład konserwatywnego Kościoła Anglikańskiego w Ameryce Północnej.